# Potsdam-Mittelmark
Potsdam-Mittelmark là một Kreis (huyện) Phía tây Brandenburg, Đức. Các huyện giáp ranh là (từ phía bắc theo chiều kim đồng hồ): Havelland, thành phố không thuộc huyện Brandenburg và Potsdam, the Bundesland Berlin, huyện Teltow-Fläming, các huyện Wittenberg, Anhalt-Zerbst và Jerichower Land ở Saxony-Anhalt.

## Địa lý
Huyện này bao gồm bờ nam của sông Havel và khu vực phía bắc của Fläming (một dãy đồi rừng). Có 3 lâm viên tự nhiên ở huyện này: công viên tự nhiên High Fläming, công viên tự nhiên Nuthe-Nieplitz, công viên tự nhiên Westhavelland.

## Lịch sử
Huyện được lập năm 1993 thông qua việc hợp nhất các huyện cũ Belzig, Brandenburg-Land và Potsdam-Land.

## Thị xã và đô thị
| Amt-thị xã tự do | Ämter | |
| --- | --- | --- |
| 1. Beelitz 2. Belzig 3. Teltow 4. Treuenbrietzen 5. Werder (Havel) Amt-free municipalities 1. Groß Kreutz 2. Kleinmachnow 3. Kloster Lehnin 4. Michendorf 5. Nuthetal 6. Schwielowsee 7. Seddiner See 8. Stahnsdorf 9. Wiesenburg | 1. Beetzsee 1. Beetzsee1 2. Beetzseeheide 3. Havelsee2 4. Päwesin 5. Roskow 2. Brück 1. Borkheide 2. Borkwalde 3. Brück1, 2 4. Golzow 5. Linthe 6. Planebruch 3. Niemegk 1. Mühlenfließ 2. Niemegk1, 2 3. Planetal 4. Rabenstein | 4. Wusterwitz 1. Bensdorf 2. Rosenau 3. Wusterwitz1 5. Ziesar 1. Buckautal 2. Görzke 3. Gräben 4. Wenzlow 5. Wollin 6. Ziesar1, 2 |
| 1seat of the Amt; 2town | | |